# 日本战列舰列表

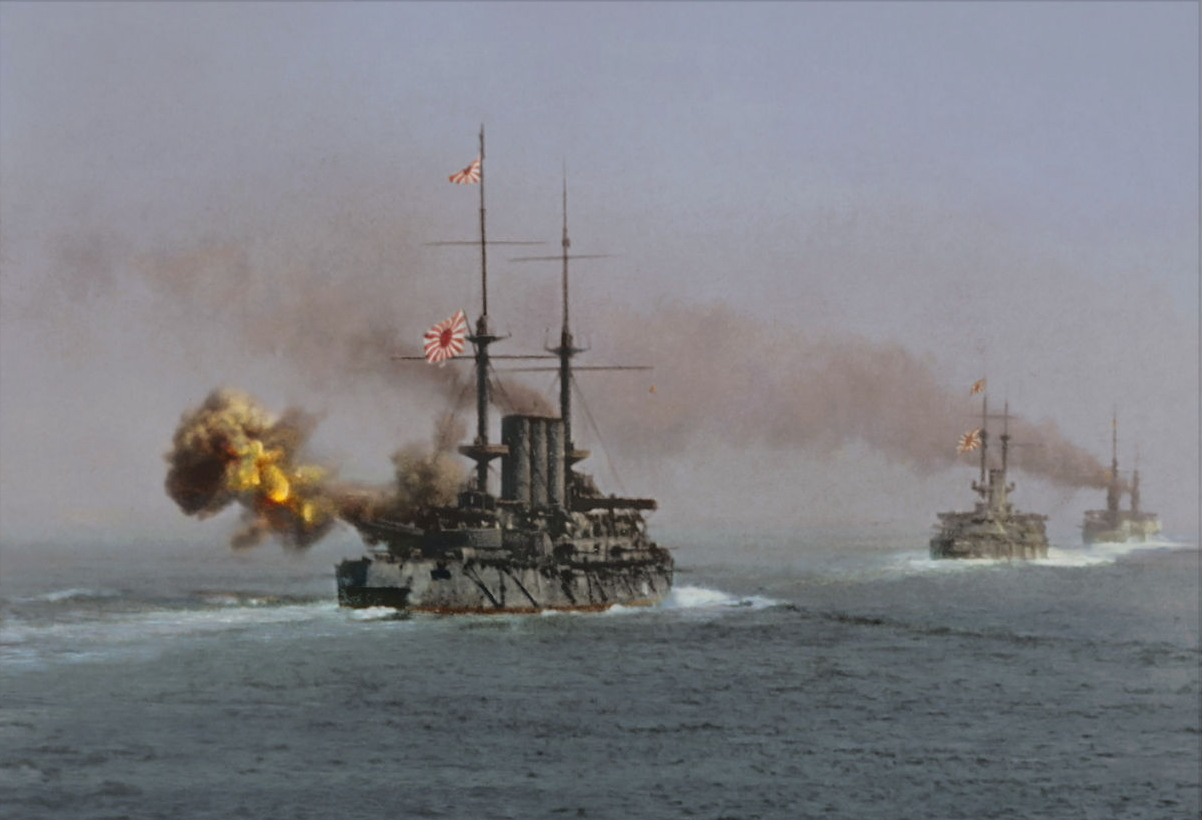
黄海海战中开火的敷島級戰艦

19世纪90年代至20世纪40年代，大日本帝國海軍为扩充舰队大量建造戰艦。大日本帝国过去极少从外国购买铁甲舰，并一度接受綠水學派海军思想，注重成本低廉的魚雷艇和破交战，对抗造价昂贵的重型装甲船。19世纪90年代初，造船技术和能力远远不足的日本为对抗中国北洋水師从英国订造两艘富士级战列舰。1894至1895年的甲午战争令日本海军认定绿水学派思想站不住脚，为此制订十年海军建设计划，共需六艘战列舰和六艘装甲巡洋舰（人称“六六艦隊”）。两艘敷島級戰艦、朝日號戰艦与三笠號戰艦也是从英国购买。日本海军深知建设能力不可能追上英国与美国，决定海军舰船始终立足更好的质量，抵消数量劣势。
俄罗斯帝国与日本在20世纪初因朝鲜和满洲控制权之争关系紧张，俄罗斯增强太平洋舰队，日本也在1903年订造两艘香取級戰艦，此后该国再也没有从海外订造战列舰。为抢在舰船完工前确保舰队继续强化，日本1904年突袭旅顺口区的俄军基地，拉开日俄战争序幕。战争开始后不久，日本海军订造两艘萨摩级战列舰，是该国首批国产战列舰。1904年结束时，大日本帝國陸軍已占领旅顺口，俘获太平洋舰队残余舰只。俄军派大部分波羅的海艦隊收复旅顺口，但1905年5月赶到朝鲜海峡后基本在对马海峡海战被日本海军全歼。日军此役俘获五艘俄国前無畏艦，并在修复后编入日本舰队，其中两艘还在第一次世界大战期间卖回俄国，此时两国已成盟友。对马海峡海战大获全胜促使日本海军高层认为现代战争只有主力舰队的水面作战能决定战局，配有最大口径舰炮的战列舰是胜负关键。
日俄战争结束后，日本迅速把关注重心转到英国和美国身上，要争取太平洋统治地位，日本只剩这两个对手。日本深信至少会与其中一国开战，在1907年的帝国防御政策要求建造现代战列舰与战列巡洋舰各八艘，这便是“八八艦隊”的原型，由16艘主力艦构成战线核心。1906年英国皇家海军无畏号战列舰下水，第二年又下水無敵號戰鬥巡洋艦，两舰代表当时海军舰船的技术巅峰，其他舰只都远远不能相比。日本不得不加大投资，重启“八八舰队”计划建造无畏舰和战列巡洋舰。1907年河內級戰艦率先订造，接下来是20世纪10年代的扶桑级战列舰和伊势级战列舰。日本订造的第七和第八艘无畏舰都是1916和1917年的长门级战列舰。
1919年，美国总统伍德罗·威尔逊宣布恢复1916年海军建设计划，日本随即订造纪伊级战列舰和十三号级巡洋战列舰共八艘高速戰艦。为避免三国陷入新一轮成本高昂的军备竞赛，美国、英国、日本签署《华盛顿海军条约》，同意把三国战列舰吨位比限制在5比5比3。条约迫使日本海军废置所有前無畏艦和最老的无畏舰，已经开建的舰只能拆除或充当靶舰击沉。此外，条约还规定今后十年禁止新造战列舰。《华盛顿海军条约》的反对派及其继承人在此期间控制日本海军高层位置，把金刚级战列巡洋舰改造成高速战列舰，同时现代化改造现有舰船。再加上日本軍國主義兴起和军方在政府占据的领导地位，日本政府决定在1936年条约到期时退出。日本海军军令部为条约失效后制订的计划从1934年开始，包括五艘配有九门460毫米舰炮的大型战列舰，即后来的大和级战列舰。20世纪30年代后期大和级战列舰建造期间，日本海军开始设计下一代旗舰，即配备510毫米舰炮的超大和级战列舰，但日本为战争所需必须优先建造其他舰只，超大和级战列舰始终没有开建。
| 主炮      | 主炮数量和规格               |
| 装甲      | 水线装甲带厚度               |
| 排水量    | 正常负荷的排水量             |
| 推进器    | 传动轴、推进器类别、设计速度 |
| 服役      | 舰船开建、完工日期和结局     |
| 铺设龙骨  | 开始安放龙骨的日期           |
| 交付/俘获 | 交付或俘获舰船的日期         |

## 前无畏舰

### 富士级

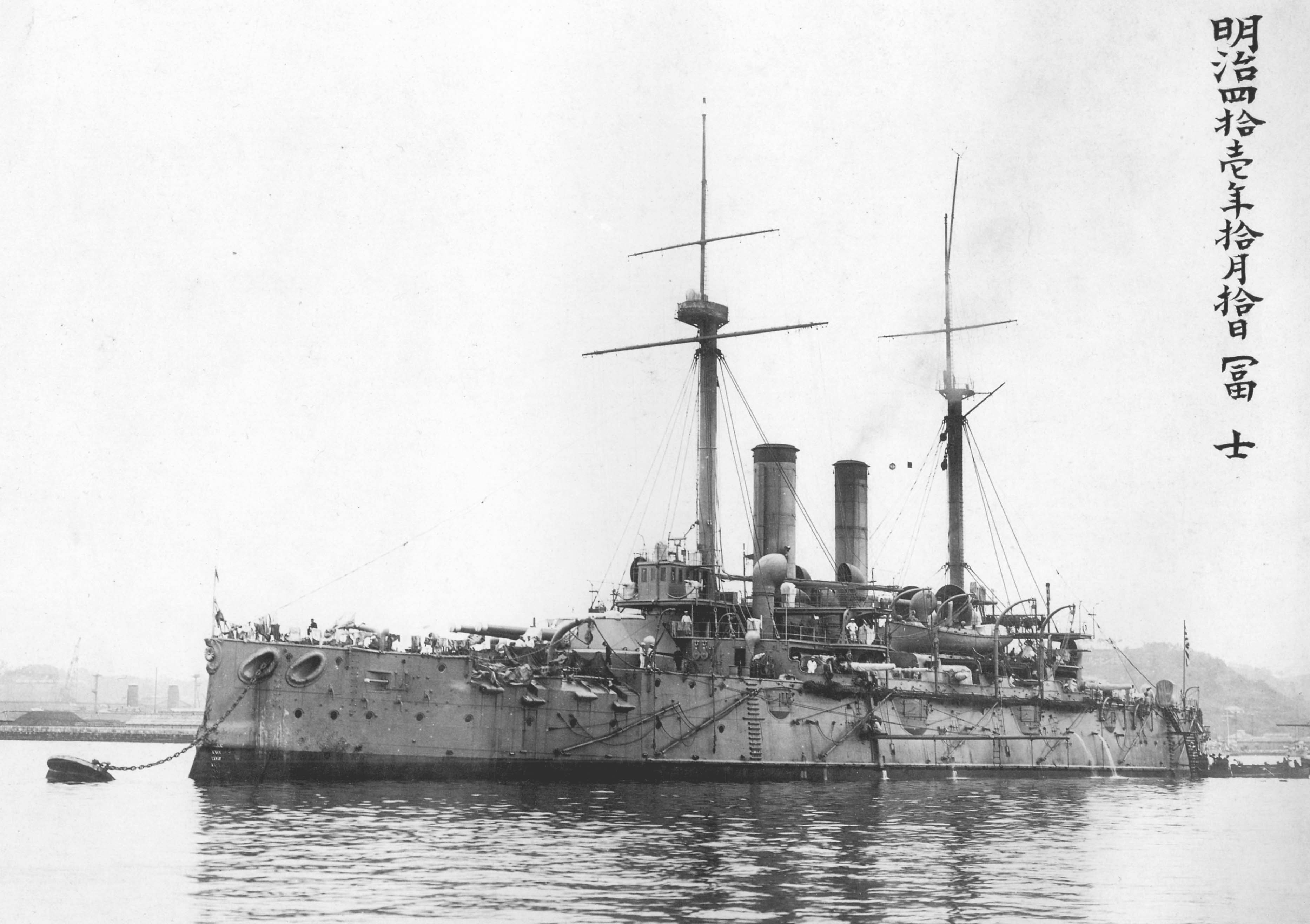
富士号，摄于1908年10月

富士级战列舰共有两艘，分别是“富士号”和“八岛号”，也是大日本帝国海军首批战列舰，为对付德国建造的两艘中国铁甲舰而从英国订造。富士级是英国君权级战列舰的缩小版，但速度略有优势，装甲类型更优。
富士级战列舰隶属第一舰队，1904年3月9至10日参与旅顺口海战期间富士号轻伤，八岛号无损伤。5月15日八岛号被两枚水雷击沉，富士号8月参与黄海海战，后在1905年5月的对马海峡海战轻伤，期间命中弹药库引起爆炸摧毁俄军博罗季诺号战列舰。1908年10月，富士号接待美国驻日本大使和“大白舰队”高级军官，1910年划归岸防舰，1922年解除武装并改造成宿舍船。1945年美国战机炸沉富士号，该舰最后在1948年拆解。
| 舰名   | 主炮                  | 装甲    | 排水量         | 推进器                                   | 服役          | 服役          | 服役                  |
| 舰名   | 主炮                  | 装甲    | 排水量         | 推进器                                   | 铺设龙骨      | 交付          | 结局                  |
| ------ | --------------------- | ------- | -------------- | ---------------------------------------- | ------------- | ------------- | --------------------- |
| 富士号 | 两门双联装305毫米舰炮 | 457毫米 | 12426至12734吨 | 双传动轴，两台三胀往复式蒸汽机， 18.25节 | 1894年8月1日  | 1897年8月17日 | 1948年拆解            |
| 八岛号 | 两门双联装305毫米舰炮 | 457毫米 | 12426至12734吨 | 双传动轴，两台三胀往复式蒸汽机， 18.25节 | 1894年12月6日 | 1897年9月9日  | 1904年5月15日水雷击沉 |

### 敷岛级
敷岛级战列舰也有两艘，是英國皇家海軍威严级战列舰的加强版，同样在日俄战争前划入第一舰队，在旅顺口海战受轻伤。1904年5月，俄军投放的水雷命中初瀨號戰艦，该舰弹药库爆炸沉没。敷島號戰艦投身黄海海战期间只被305毫米舰炮误伤，随后在对马海峡海战中弹九次，还被自家主炮打中，但还是与三笠號戰艦击沉俄军奥斯利雅维亚号战列舰。一战期间敷岛号进驻佐世保镇守府，1922年《华盛顿海军条约》签署后去军事化，此后在佐世保镇守府充当训练废船，直到1948年拆解。
| 舰名   | 主炮                  | 装甲    | 排水量  | 推进器                                | 服役          | 服役          | 服役                  |
| 舰名   | 主炮                  | 装甲    | 排水量  | 推进器                                | 铺设龙骨      | 交付          | 结局                  |
| ------ | --------------------- | ------- | ------- | ------------------------------------- | ------------- | ------------- | --------------------- |
| 敷岛号 | 两门双联装305毫米舰炮 | 229毫米 | 15090吨 | 双传动轴，两台三胀往复式蒸汽机， 18节 | 1897年3月29日 | 1900年1月26日 | 1948年1月拆解         |
| 初濑号 | 两门双联装305毫米舰炮 | 229毫米 | 15090吨 | 双传动轴，两台三胀往复式蒸汽机， 18节 | 1898年1月10日 | 1901年1月18日 | 1904年5月15日水雷击沉 |

### 朝日号

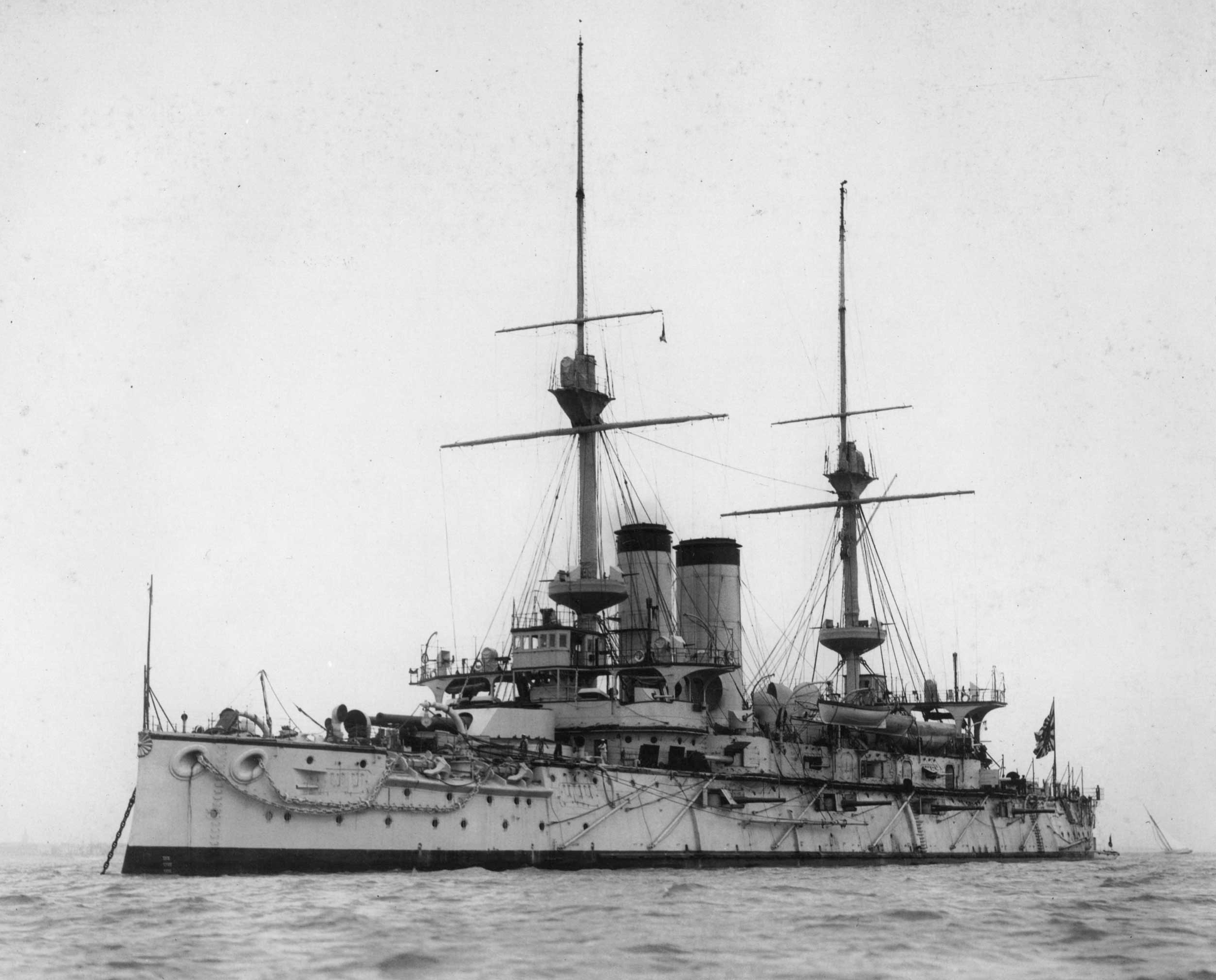
1900年7月的朝日號戰艦

朝日号战列舰是略有改进的英国可畏级战列舰，也是日本海军常备舰队的旗艦，1903年聯合艦隊改革之际编入第一舰队。朝日号参与日俄战争旅顺口海战期间未受俄军火力损伤，黄海海战时命中波尔塔瓦号战列舰和皇太子號戰列艦，己身也有中等程度损伤。两个月后朝日号在旅顺口附近被水雷命中，经及时修复又投身对马海峡海战，协助瘫痪苏沃洛夫亲王号战列舰，并在对决博罗季诺号战列舰和鹰号战列舰时毫发无伤。
朝日号一战期间基本是炮兵训练船，仅1917年重新武装，用于运送日本军人干涉俄国内战。20世纪20年代，朝日号转成非战斗舰，再于1937年转为修理舰。1942年5月25日深夜到26日凌晨，美国海军鲑鱼号潜艇在今越南近海用鱼雷击沉朝日号。
| 舰名   | 主炮                  | 装甲    | 排水量  | 推进器                                | 服役         | 服役          | 服役                                          |
| 舰名   | 主炮                  | 装甲    | 排水量  | 推进器                                | 铺设龙骨     | 交付          | 结局                                          |
| ------ | --------------------- | ------- | ------- | ------------------------------------- | ------------ | ------------- | --------------------------------------------- |
| 朝日号 | 两门双联装305毫米舰炮 | 229毫米 | 15400吨 | 双传动轴，两台三胀往复式蒸汽机， 18节 | 1887年8月1日 | 1900年7月31日 | 1942年5月25日深夜到26日凌晨美军鲑鱼号潜艇击沉 |

### 三笠号

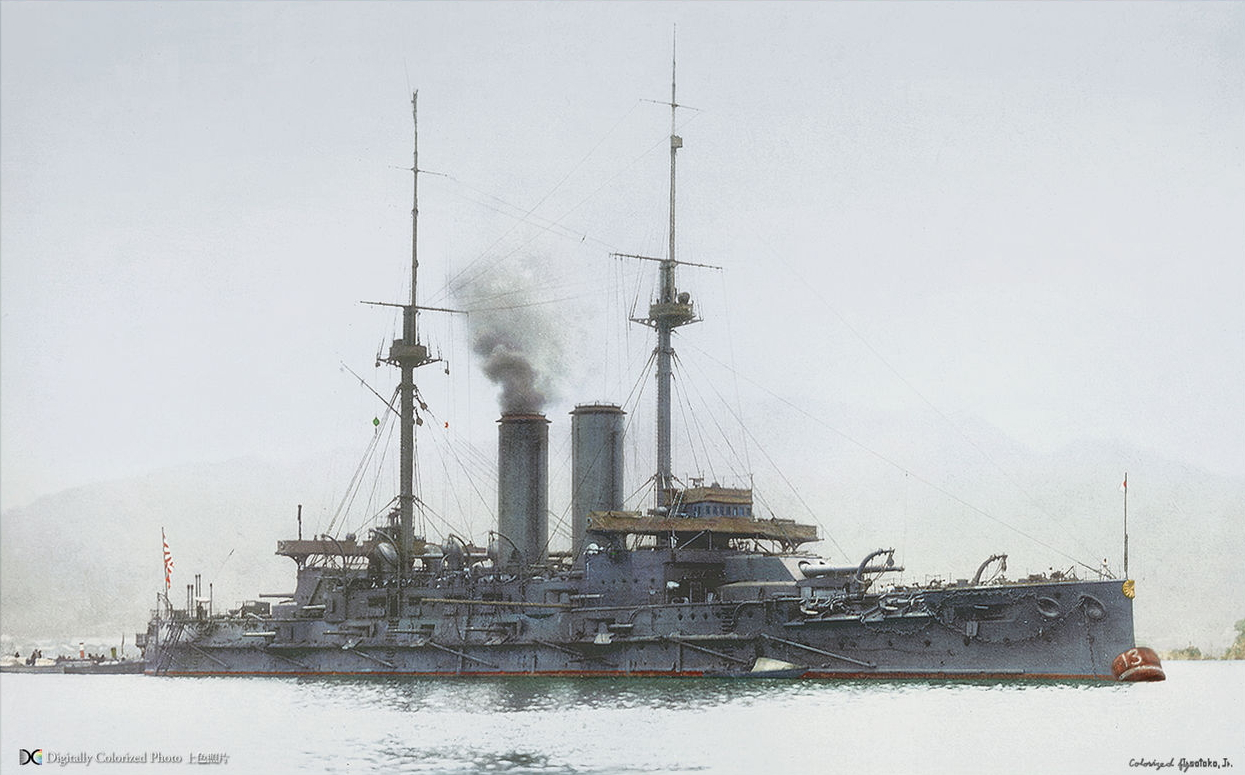
三笠號戰艦，1905年2月摄于吴市

三笠号同样是可畏级战列般的改良版式，与朝日号差异很小。日俄战争期间三笠号是第一舰队旗舰，在旅顺口海战次日参战，还曾参与黄海海战和对马海峡海战。对马海峡海战期间三笠号多次被火力命中，但只有轻微损伤。战争结束后没几天，三笠号因弹药库意外爆炸沉没，打撈上来后花费两年修复。此后该舰在一战期间用作岸防舰，并在日军干涉俄国内战时支援。1922年《华盛顿海军条约》生效后三笠号作为船舶博物馆保留。盟军在第二次世界大战结束后占领日本，在此期间三笠号严重缺乏维修，20世纪50年代后期需要大量翻修但只有部分修复。三笠号是全世界唯一留存的前無畏艦。
| 舰名   | 主炮                  | 装甲    | 排水量  | 推进器                                | 服役          | 服役         | 服役                   |
| 舰名   | 主炮                  | 装甲    | 排水量  | 推进器                                | 铺设龙骨      | 交付         | 结局                   |
| ------ | --------------------- | ------- | ------- | ------------------------------------- | ------------- | ------------ | ---------------------- |
| 三笠号 | 两门双联装305毫米舰炮 | 229毫米 | 15380吨 | 双传动轴，两台三胀往复式蒸汽机， 18节 | 1899年1月24日 | 1902年3月1日 | 作为船舶博物馆保存至今 |

### 丹后号

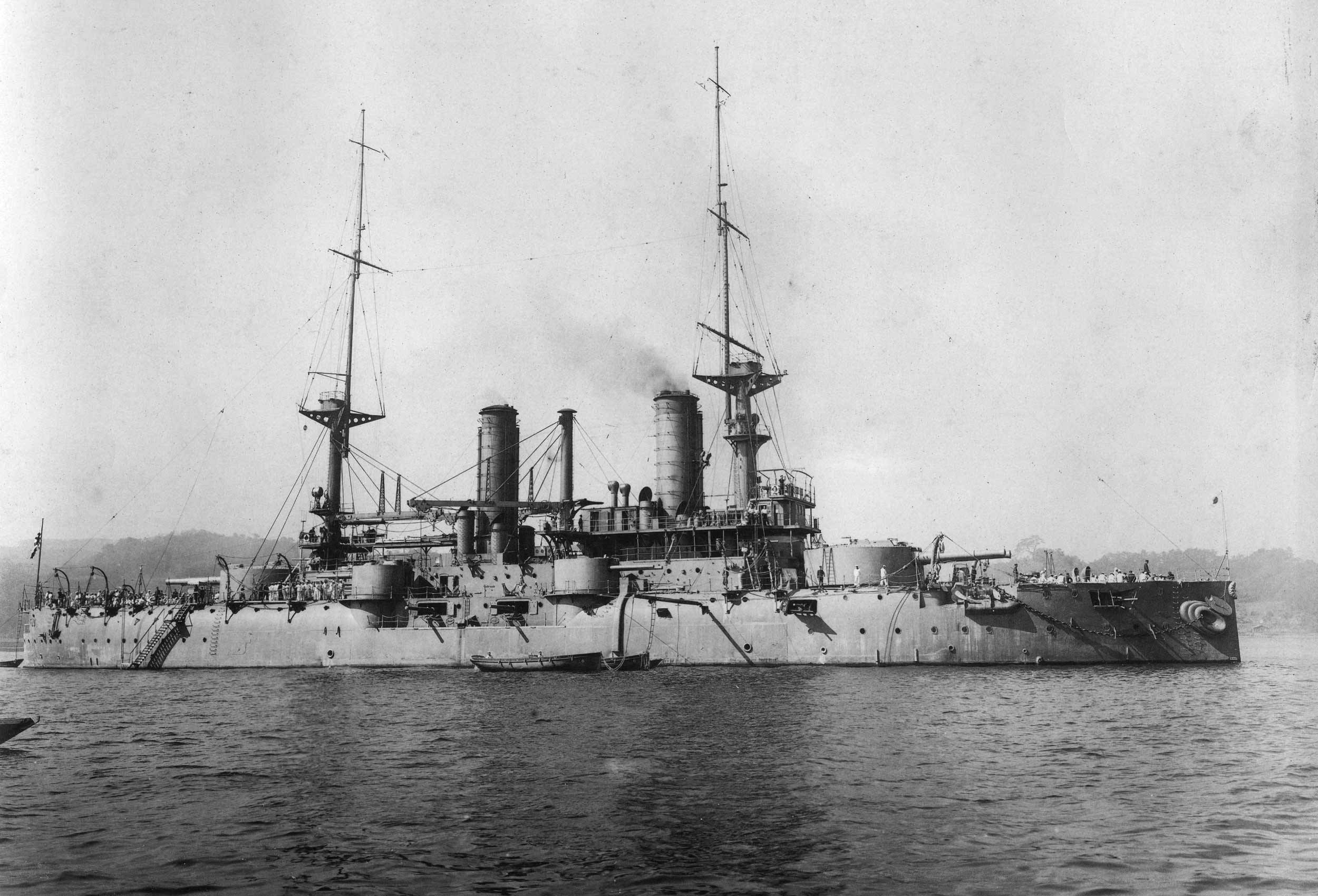
约1908至1909年的丹后号

丹后号本是俄国波尔塔瓦号战列舰，是该国三艘彼得罗巴甫洛夫斯克级前無畏艦的第二艘，建成后不久划入太平洋舰队并从1901年起进驻旅顺口。波尔塔瓦号在日俄战争期间先参与旅顺口海战，后在黄海海战遭遇重创，1904年12月在旅順會戰时被日军炮火击沉。日本海军战后捞出该舰，翻新后更名“丹后号”并编入舰队。一战期间丹后号在青島戰役炮轰德国防御工事。1916年，日本政府把丹后号卖回俄罗斯，原名“波尔塔瓦号”已由其他舰船使用，俄国把丹后号更名“切斯马号”。1917年10月，切斯马号船员宣布加入布尔什维克，但因急需修护没有参与俄国内战，最后在1924年拆解。
| 舰名   | 主炮            | 装甲              | 排水量  | 推进器                                | 服役          | 服役         | 服役                       |
| 舰名   | 主炮            | 装甲              | 排水量  | 推进器                                | 铺设龙骨      | 交付         | 结局                       |
| ------ | --------------- | ----------------- | ------- | ------------------------------------- | ------------- | ------------ | -------------------------- |
| 丹后号 | 四门305毫米舰炮 | 368毫米克虏伯装甲 | 11685吨 | 双传动轴，两台三胀往复式蒸汽机， 16节 | 1892年5月19日 | 1905年1月2日 | 1916年卖回俄国，1924年拆解 |

### 相模号与周防号

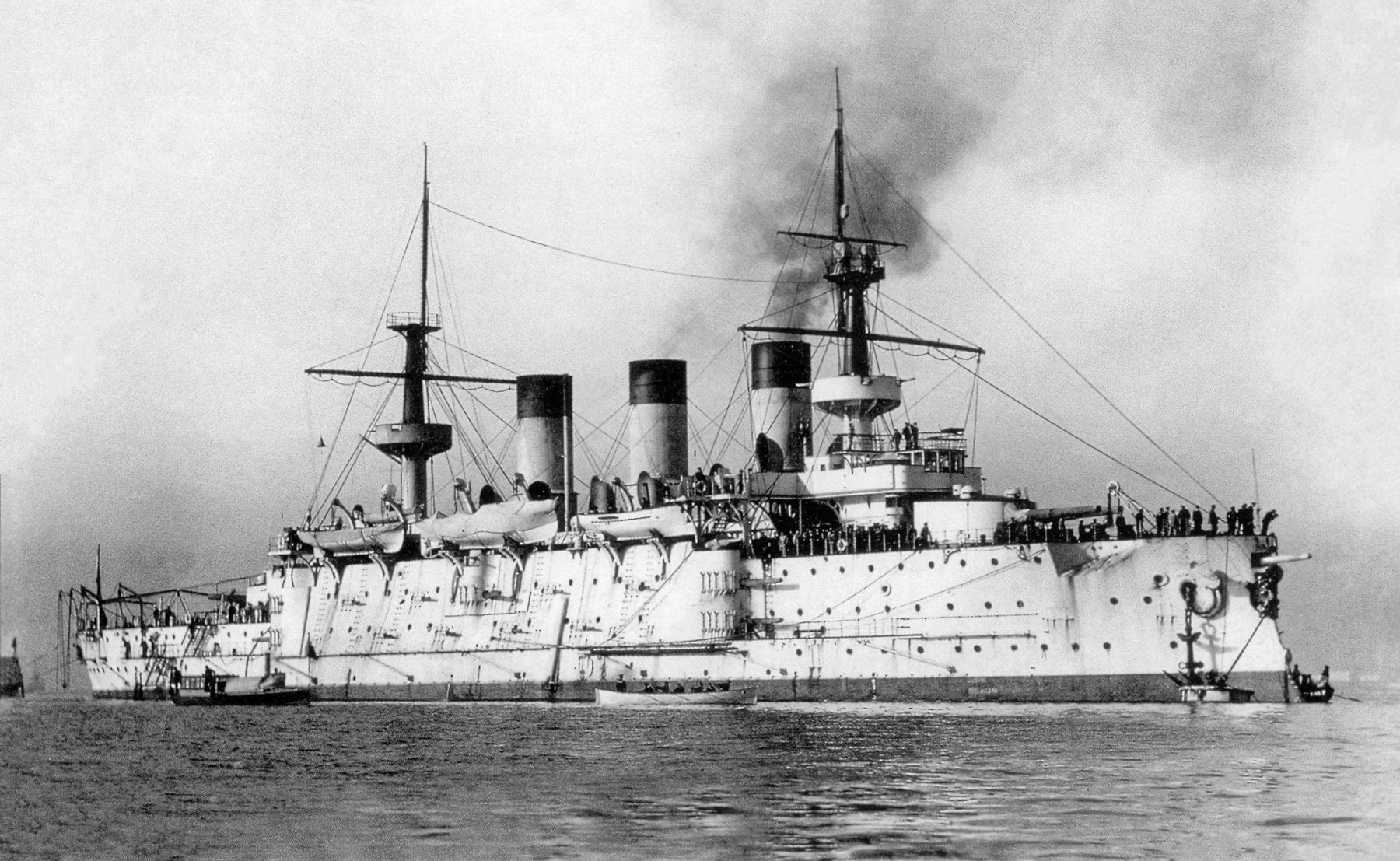
1901年的俄国佩列斯韦特号战列舰

相模号与周防号本是俄国佩列斯韦特号战列舰和胜利号战列舰，均属佩列斯韦特级战列舰。佩列斯韦特级的设计参考英国百夫长级二等战列舰，英国原型用于打击类似俄国的俄罗斯号或留里克号，用于破交战的装甲巡洋舰；佩列斯韦特级旨在支援俄军装甲巡洋舰。
两舰均在旅顺口海战沉没，后经日本海军打捞。佩列斯韦特级火力不及日军俘获的其他战列舰，故用作岸防舰。一战期间，周防号先是青岛战役时第二舰队第二战队旗舰，后又是第二舰队旗舰，再于1916年转为炮兵训练船。相模号同年卖回俄国并恢复原名“俄罗斯号”。前往北俄罗斯期间，俄罗斯号在地中海被两枚水雷击沉。1922年《华盛顿海军条约》生效后，周防号解除武装，估计随后拆解。
| 舰名   | 主炮                  | 装甲    | 排水量  | 推进器                                | 服役           | 服役         | 服役                                   |
| 舰名   | 主炮                  | 装甲    | 排水量  | 推进器                                | 铺设龙骨       | 交付         | 结局                                   |
| ------ | --------------------- | ------- | ------- | ------------------------------------- | -------------- | ------------ | -------------------------------------- |
| 相模号 | 两门双联装254毫米舰炮 | 229毫米 | 14030吨 | 双传动轴，两台三胀往复式蒸汽机， 18节 | 1895年11月21日 | 1905年1月2日 | 1917年1月4日在埃及塞德港近海被水雷击沉 |
| 周防号 | 两门双联装254毫米舰炮 | 229毫米 | 13530吨 | 双传动轴，两台三胀往复式蒸汽机， 18节 | 1899年2月21日  | 1905年1月2日 | 估计在1922至1923年拆解                 |

### 肥前号

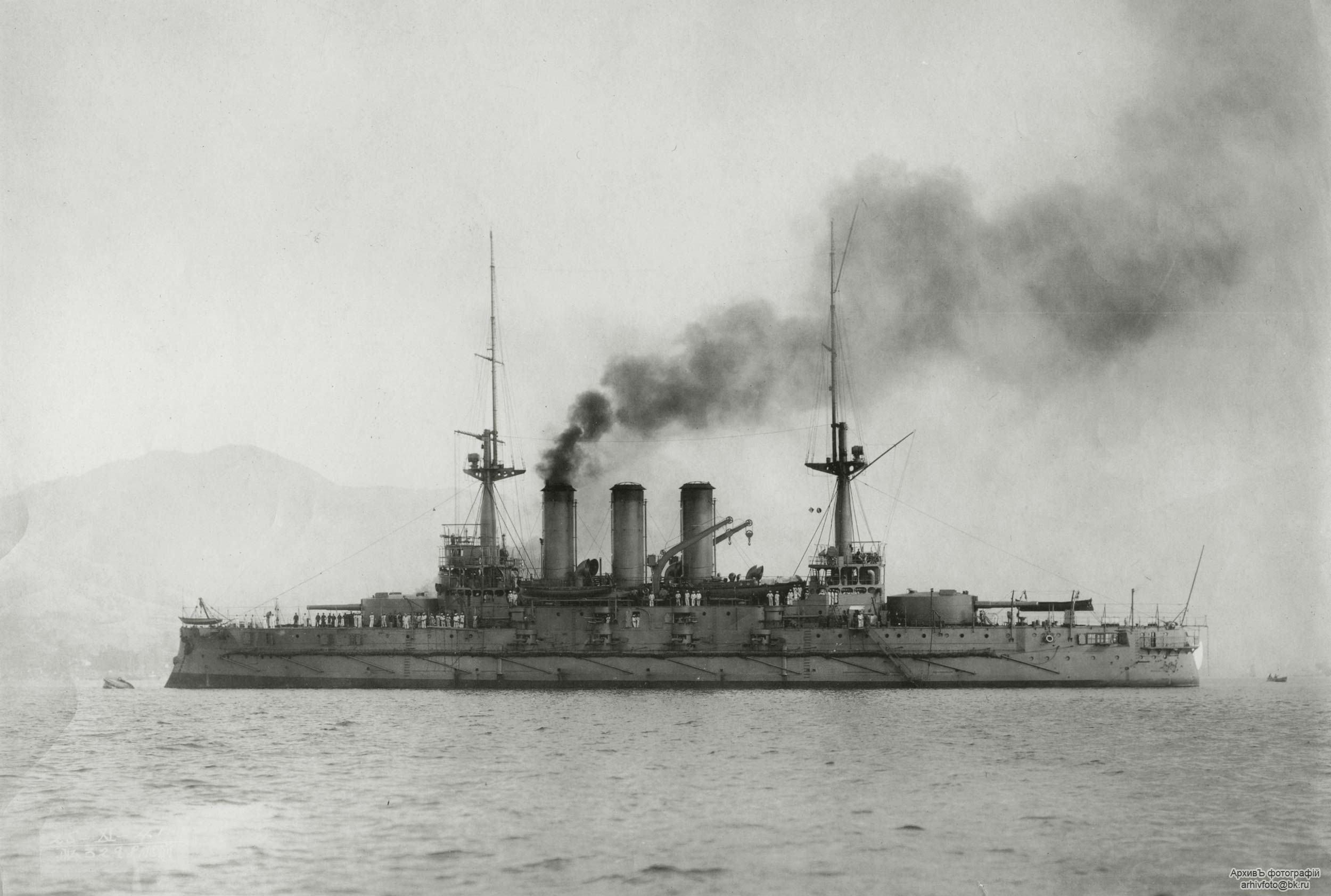
肥前号战列舰

肥前号本是俄国列特维赞号战列舰，是俄国造船厂不堪重负而在美国建造的前无畏舰，日俄战争前交付。该舰在旅顺口海战被鱼雷命中，迅速修复后又在黄海海战受轻伤。日本海军在旅順會戰击沉列特维赞号后打捞起来，更名“肥前号”。一战期间肥前号受命增援不列颠哥伦比亚省近海实力不足的英国海军分舰队，但得知德国炮艇现身夏威夷群岛后改道前往。德国炮艇1914年11月落入美国控制后，肥前号搜寻其他德国舰船未果。战后肥前号支援日军干涉俄国内战，1922年遵照《华盛顿海军条约》要求解除武装。1924年，肥前号充当靶舰击沉。
| 舰名   | 主炮                  | 装甲    | 排水量  | 推进器                                | 服役          | 服役         | 服役                      |
| 舰名   | 主炮                  | 装甲    | 排水量  | 推进器                                | 铺设龙骨      | 交付         | 结局                      |
| ------ | --------------------- | ------- | ------- | ------------------------------------- | ------------- | ------------ | ------------------------- |
| 肥前号 | 两门双联装305毫米舰炮 | 229毫米 | 12985吨 | 双传动轴，两台三胀往复式蒸汽机， 18节 | 1899年7月29日 | 1905年1月2日 | 1924年7月25日充当靶舰击沉 |

### 石见号

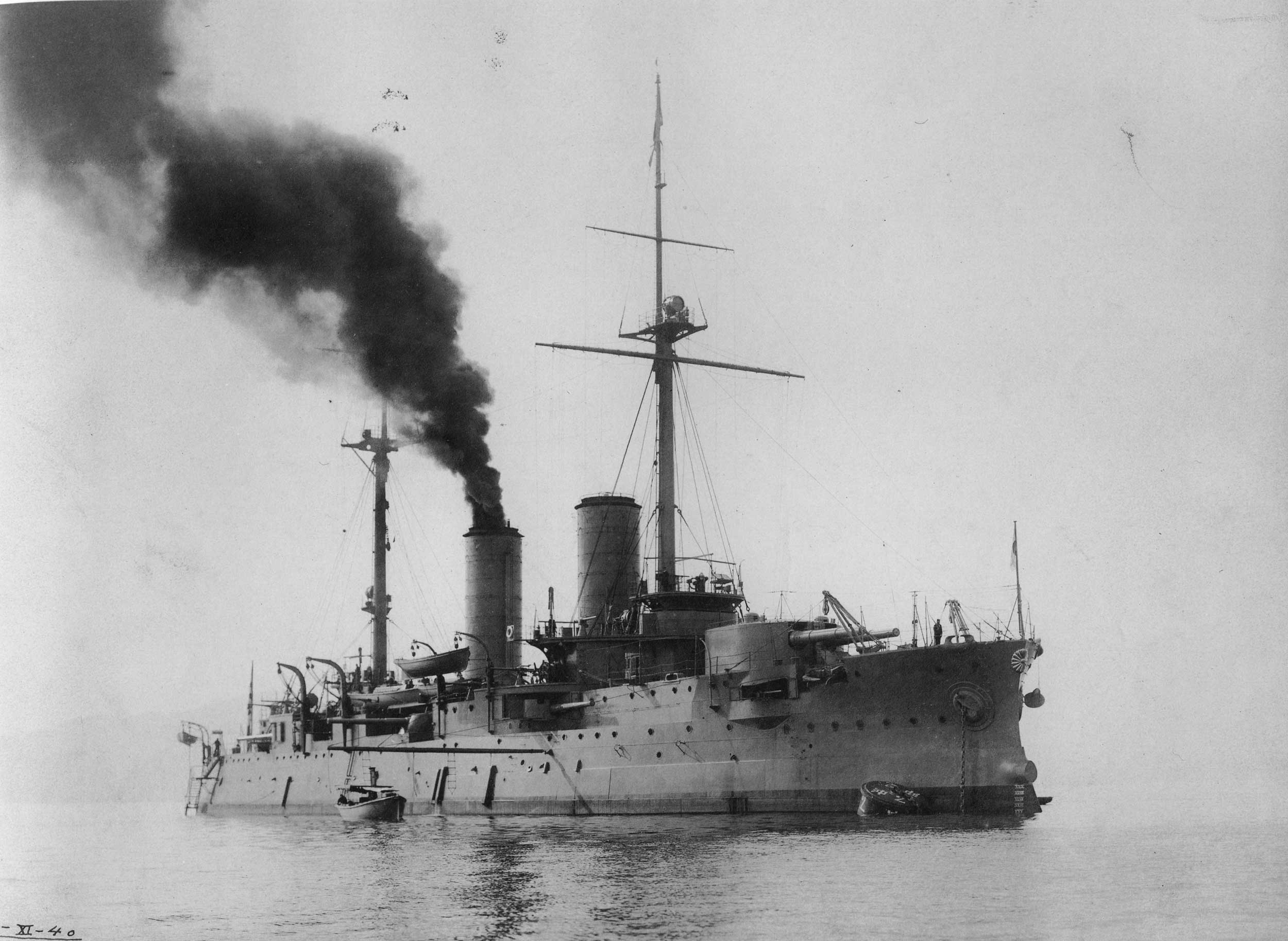
石见号战列舰

石见号本是俄国鹰号战列舰，属博罗季诺级战列舰，日俄战争前不久交付。鹰号与三艘姊妹舰长途跋涉半个地球投身对马海峡海战，经中等程度损伤后在战斗次日向日本海军投降。日本1905至1907年重建该舰，更名“石见号”并划入第一舰队，但1912年改为岸防舰。1914年石见号在日本向德意志帝國宣战后投身青岛战役，随后改为警戒舰。1918年石见号划为第三舰队第五战队旗舰，支援日军干预俄国内战。此后该舰短暂充当训练船，1922年解除武装，两年后充当靶舰击沉。
| 舰名   | 主炮                  | 装甲    | 排水量  | 推进器                                | 服役         | 服役          | 服役                      |
| 舰名   | 主炮                  | 装甲    | 排水量  | 推进器                                | 铺设龙骨     | 交付          | 结局                      |
| ------ | --------------------- | ------- | ------- | ------------------------------------- | ------------ | ------------- | ------------------------- |
| 石见号 | 两门双联装305毫米舰炮 | 194毫米 | 14378吨 | 双传动轴，两台三胀往复式蒸汽机， 18节 | 1900年6月1日 | 1905年5月28日 | 1924年7月10日充当靶舰击沉 |

### 香取级

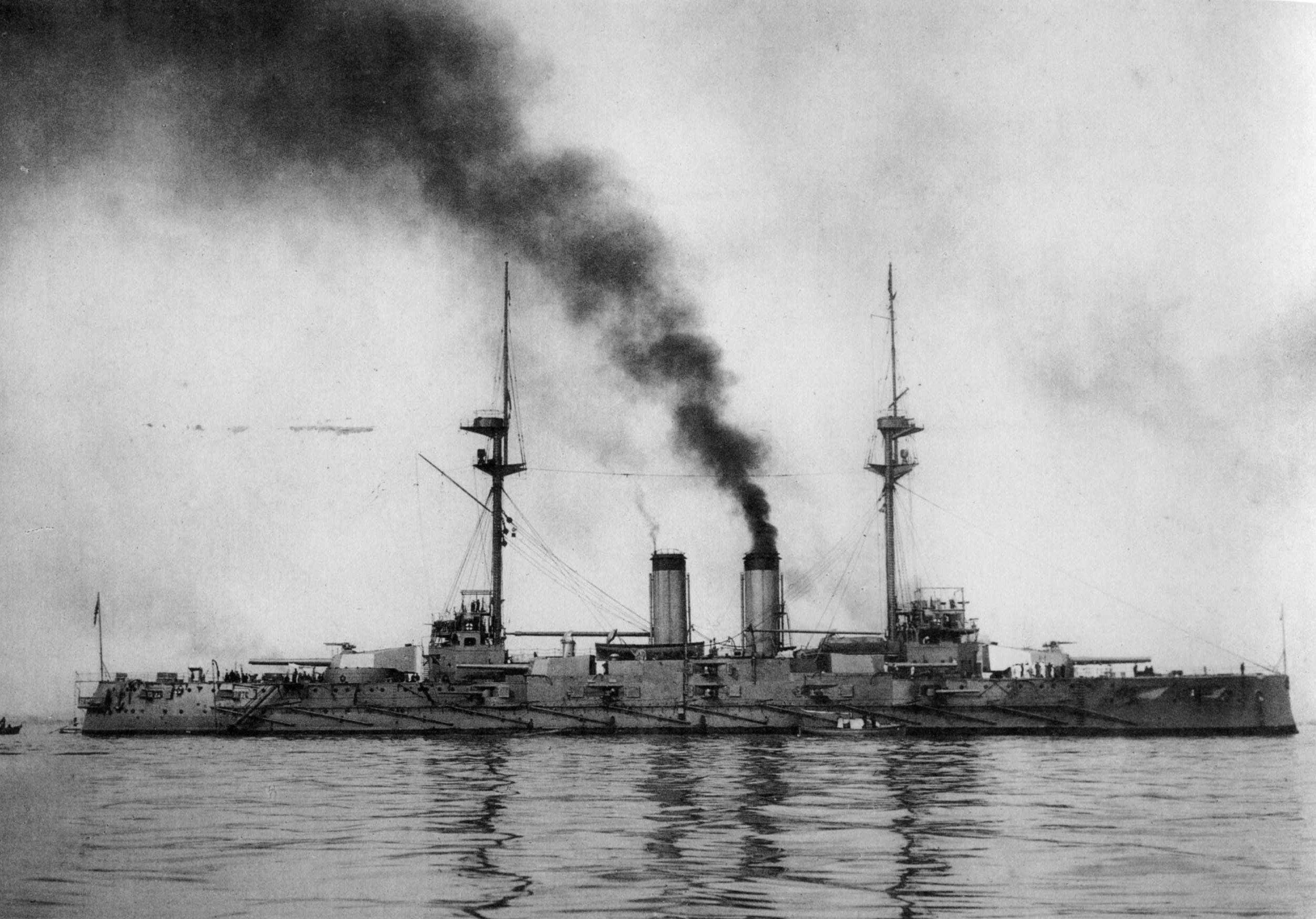
香取號戰艦

香取级战列舰共有两艘，是日本在海外建造的最后一批战列舰，设计在英国皇家海军英皇爱德华七世级战列舰的基础上改进。两舰交付时日俄战争已经结束，从未参与实战。香取號戰艦副炮砲塔1907年发生重大火灾夺走34条人命，另有8人受伤。两舰没有参与第一次世界大战，但在1918年参与日军干涉西伯利亚的行动。1921年，香取级两舰搭乘储君裕仁访问欧洲，与英王乔治五世会面。《华盛顿海军条约》生效后，两舰均在1923至1925年解除武装并拆解。
| 舰名   | 主炮                  | 装甲    | 排水量  | 推进器                                | 服役          | 服役          | 服役              |
| 舰名   | 主炮                  | 装甲    | 排水量  | 推进器                                | 铺设龙骨      | 交付          | 结局              |
| ------ | --------------------- | ------- | ------- | ------------------------------------- | ------------- | ------------- | ----------------- |
| 香取号 | 两门双联装305毫米舰炮 | 229毫米 | 16210吨 | 双传动轴，两台三胀往复式蒸汽机， 18节 | 1904年4月27日 | 1906年5月20日 | 1924年4月转卖拆解 |
| 鹿岛号 | 两门双联装305毫米舰炮 | 229毫米 | 16646吨 | 双传动轴，两台三胀往复式蒸汽机， 18节 | 1904年2月29日 | 1906年5月23日 | 1924至1925年拆解  |

### 萨摩级

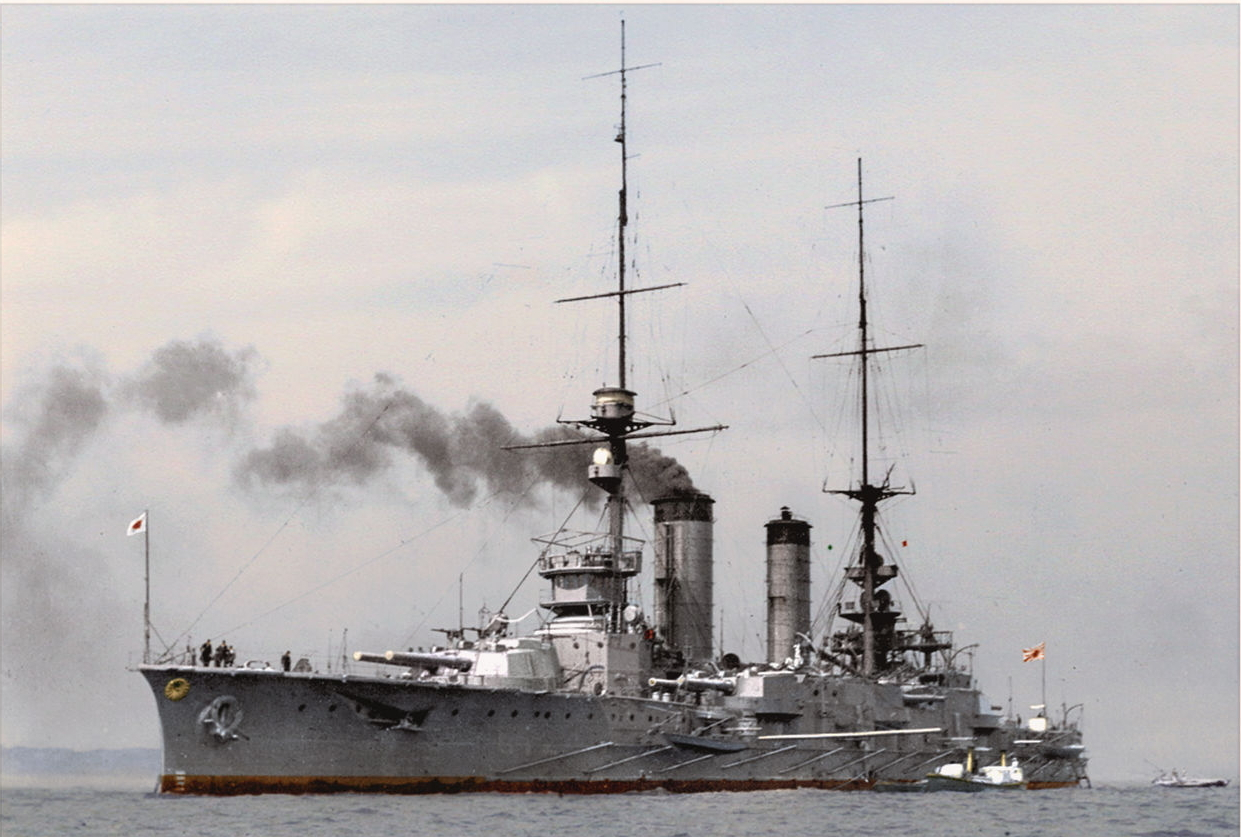
薩摩號戰艦

萨摩级战列舰分“萨摩号”与“安艺号”两艘，是日本国内建造的首批战列舰，属战列舰设计过渡时期作品。姐妹舰原计划各配12门305毫米舰炮，但因材料短缺、成本高昂重新设计，改成四门305毫米舰炮和12门254毫米舰炮。如按原计划完工，萨摩级将是世界上首批“全巨炮”（All big-gun）战列舰。萨摩号采用两台传统的三胀往复式蒸汽机驱动，安艺号是日本第一艘采用蒸汽渦輪發動機的战列舰。
1906年面世的无畏号战列舰令还在建造的萨摩级沦为明日黄花，安艺号同年11月15日下水，萨摩号次年4月15日跟进。一战爆发后，萨摩号是松村龍雄海军少将的旗舰，1914年10月随第二南遣枝队攻陷德国控制的加罗林群岛和帕劳群岛。1916年萨摩号在佐世保海军工厂改装，一战剩下几年在第一战队服役。安艺号先划入第一战队，1918年转入第二战列舰分舰队。1924年，两舰都充当靶舰由長門號戰艦和陸奧號戰艦击沉。
| 舰名   | 主炮                                        | 装甲    | 排水量  | 推进器                                   | 服役          | 服役          | 服役                     |
| 舰名   | 主炮                                        | 装甲    | 排水量  | 推进器                                   | 铺设龙骨      | 交付          | 结局                     |
| ------ | ------------------------------------------- | ------- | ------- | ---------------------------------------- | ------------- | ------------- | ------------------------ |
| 萨摩号 | 两门双联装305毫米舰炮 六门双联装254毫米舰炮 | 229毫米 | 19683吨 | 双传动轴，两台三胀往复式蒸汽机， 18.25节 | 1905年5月15日 | 1910年3月25日 | 1924年9月7日充当靶舰击沉 |
| 安艺号 | 两门双联装305毫米舰炮 六门双联装254毫米舰炮 | 229毫米 | 20400吨 | 双传动轴，两台蒸汽涡轮发动机 20节        | 1906年3月15日 | 1911年3月11日 | 1924年9月2日充当靶舰击沉 |

## 无畏舰

### 河内级
河内级战列舰分“河内号”与“摄津号”两艘，是日俄战争后通过海军军舰补充计划订造的无畏舰，也是日本海军首批无畏舰，为日本落实刚通过的“八八舰队”计划迈出坚实步伐。舰上配有四门50倍徑305毫米和八门45倍径305毫米主炮，按德国拿骚级战列舰和黑尔戈兰级战列舰采用的六边形布局分布。河内级原定采用12门45倍径舰炮，但日本海军得知英国皇家海军已采用威力更大、成本更高的50倍径舰炮，但又承担不起全部升级的成本，所以把四门炮升为50倍径。
1914年，河内号与摄津号在青岛战役炮轰德军防御工事，除此以外没有参与一战作战。河内号1918年因弹药库爆炸沉没，一同损失的还有600多名官兵。摄津号1922年解除武装后转为靶舰，1945年被美军艦載機重创后为免沉没被迫搁浅，后在1946至1947年拆解。
| 舰名   | 主炮                  | 装甲    | 排水量  | 推进器                              | 服役          | 服役          | 服役                        |
| 舰名   | 主炮                  | 装甲    | 排水量  | 推进器                              | 铺设龙骨      | 交付          | 结局                        |
| ------ | --------------------- | ------- | ------- | ----------------------------------- | ------------- | ------------- | --------------------------- |
| 河内号 | 六门双联装305毫米舰炮 | 305毫米 | 21157吨 | 双传动轴，两台蒸汽涡轮发动机， 21节 | 1909年4月1日  | 1912年3月31日 | 1918年7月12日弹药库爆炸致沉 |
| 摄津号 | 六门双联装305毫米舰炮 | 305毫米 | 21787吨 | 双传动轴，两台蒸汽涡轮发动机， 21节 | 1909年1月18日 | 1911年3月30日 | 1946至1947年拆解            |

## 超无畏舰

### 扶桑级

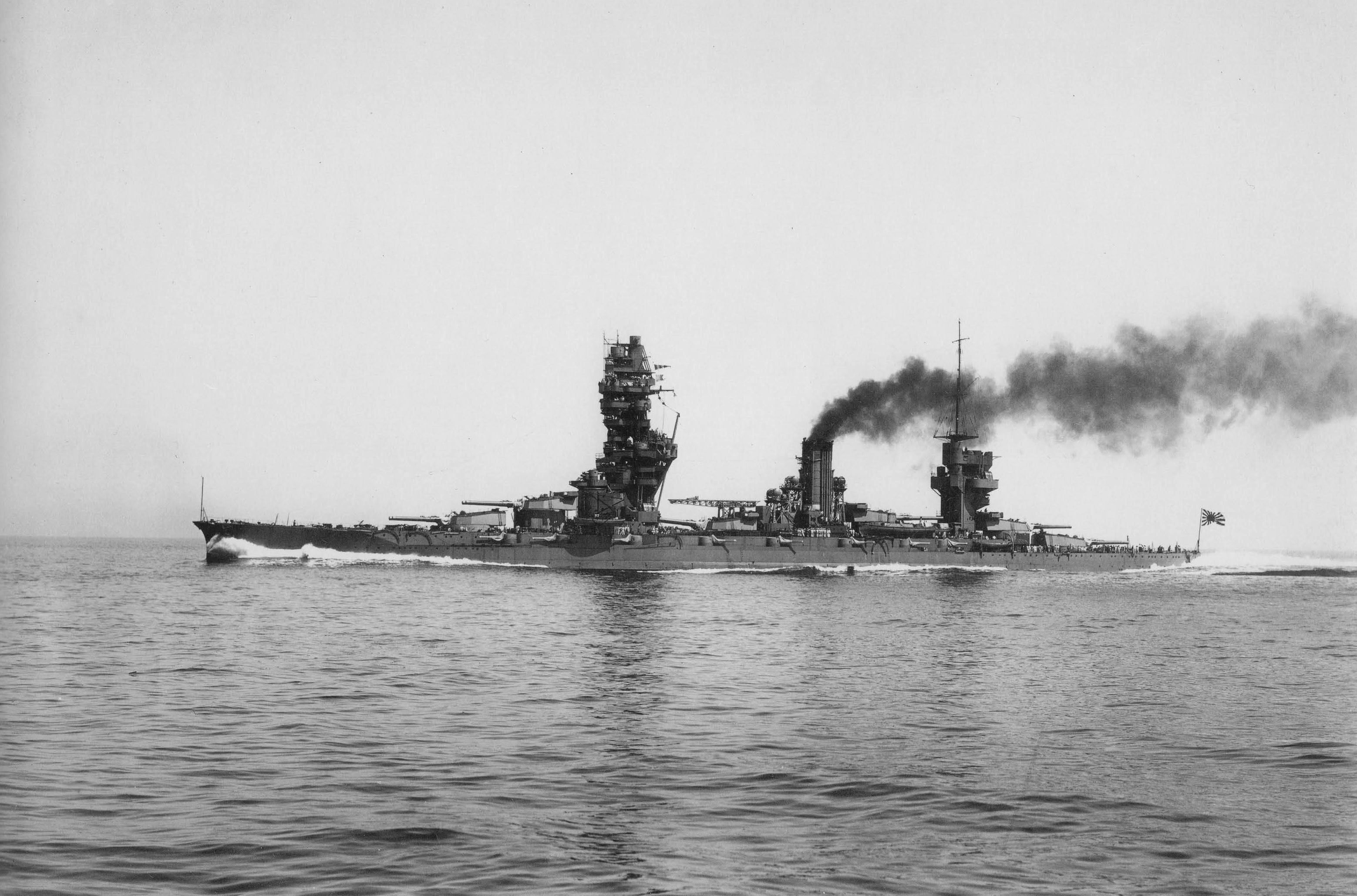
经过现代化改造的扶桑號戰艦在1933年试航

扶桑级战列舰分“扶桑号”和“山城号”两艘，是一战期间建造的无畏舰，在中国沿海短暂巡逻后于战争结束之际划归预备舰队。20世纪30年代两舰经过全面现代化改造，但到二战前夕已经落伍，对战争早期参与有限。扶桑号和山城号1943年除短暂用于运兵外基本充当训练舰。两舰是1944年苏里高海峡海战中仅有的日本战列舰，在夜战中被水雷和舰炮击沉，与舰上绝大多数人员葬身大海。
| 舰名   | 主炮                  | 装甲    | 排水量  | 推进器                                | 服役           | 服役          | 服役                                 |
| 舰名   | 主炮                  | 装甲    | 排水量  | 推进器                                | 铺设龙骨       | 交付          | 结局                                 |
| ------ | --------------------- | ------- | ------- | ------------------------------------- | -------------- | ------------- | ------------------------------------ |
| 扶桑号 | 六门双联装356毫米舰炮 | 305毫米 | 29326吨 | 四传动轴，四台蒸汽涡轮发动机， 22.5节 | 1912年3月11日  | 1915年11月8日 | 1944年10月25日苏里高海峡海战期间沉没 |
| 山城号 | 六门双联装356毫米舰炮 | 305毫米 | 29326吨 | 四传动轴，四台蒸汽涡轮发动机， 22.5节 | 1913年11月20日 | 1917年3月31日 | 1944年10月25日苏里高海峡海战期间沉没 |

### 伊势级

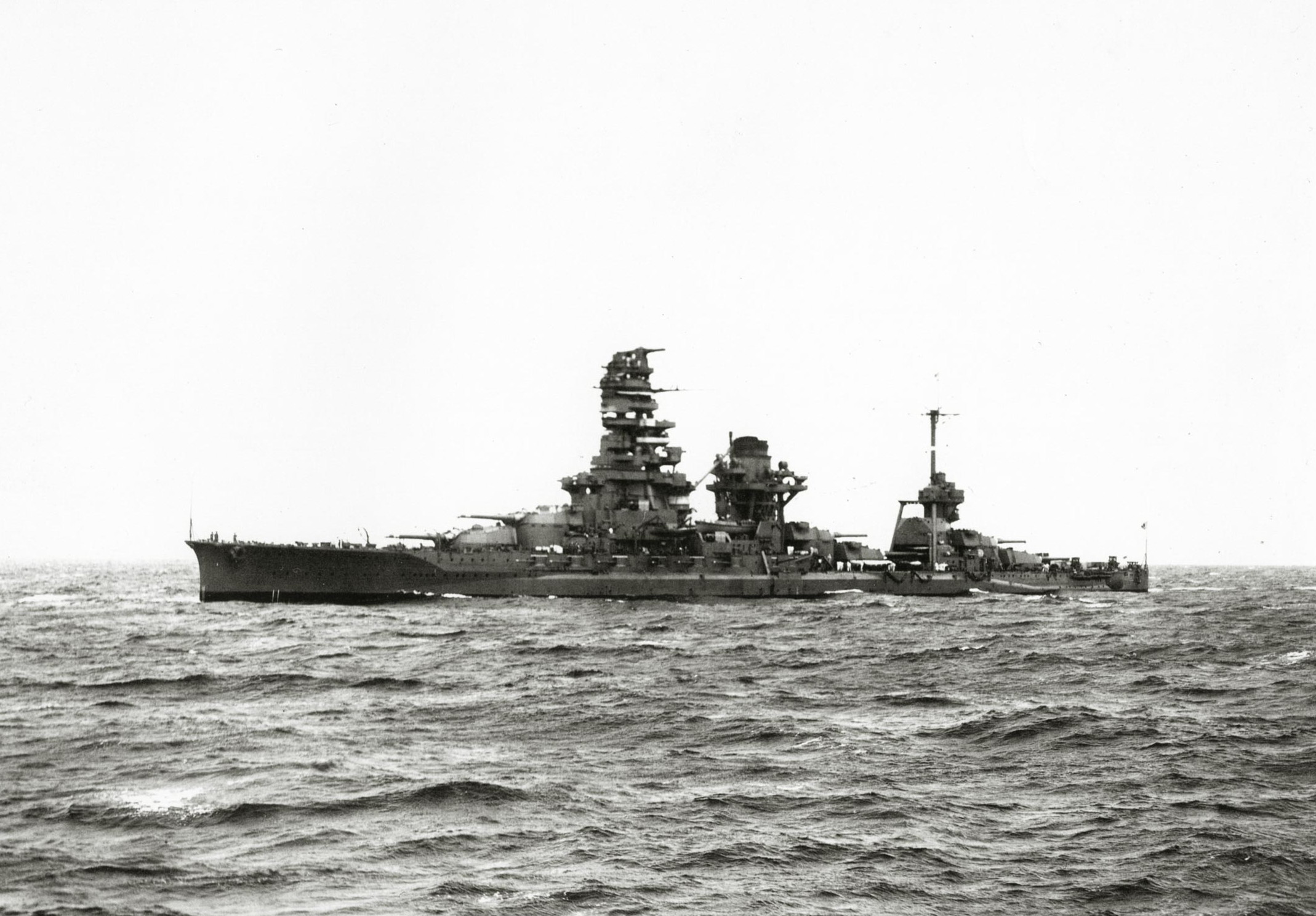
刚经现代化改造的伊勢號戰艦

伊势级战列舰也是一战期间建造的无畏舰，曾于1923年为關東大地震幸存者运送物资，在战间期现代化改造，改良装甲和机械并按“城郭型樯楼”（Pagoda mast）风格重建上层建筑。此后两舰在中国抗日战争期间扮演小角色。
成本高昂的重建不足以避免伊势级战列舰在太平洋战争前沦为明日黄花，战争早期没有重大行动。日本海军大部分大型航空母舰在1942年中期的中途岛海战中损失，伊势号与日向号改装飞行甲板取代后方炮塔，用于水上飞机起降，但日本缺乏飞机与合格飞行员，两舰从未在实战中起降飞机。等待装备航空队期间，两艇偶尔充当运兵船并向日军基地运送物资。1944年10月下旬，伊势号和日向号在恩加尼奥角海战充当诱饵，希望吸引美军航母舰队火力，令登陆莱特岛的盟军失去掩护。两舰此后转到东南亚，并在1945年初参与“北号作战”，向日本运送汽油和其他战略物资。伊势号和日向号接下来转入预备舰队直到同年七月因美军空袭沉没。二战结束后两舰在1946至1947年拆解。
| 舰名   | 主炮                  | 装甲                        | 排水量  | 推进器                              | 服役          | 服役           | 服役              |
| 舰名   | 主炮                  | 装甲                        | 排水量  | 推进器                              | 铺设龙骨      | 交付           | 结局              |
| ------ | --------------------- | --------------------------- | ------- | ----------------------------------- | ------------- | -------------- | ----------------- |
| 伊势号 | 六门双联装356毫米舰炮 | 299毫米CITEREFLengerer20113 | 31760吨 | 四传动轴，四台蒸汽涡轮发动机， 23节 | 1915年5月10日 | 1917年12月15日 | 1945年7月28日沉没 |
| 日向号 | 六门双联装356毫米舰炮 | 299毫米CITEREFLengerer20113 | 31760吨 | 四传动轴，四台蒸汽涡轮发动机， 23节 | 1915年5月6日  | 1918年4月30日  | 1945年7月24日沉没 |

## 高速战舰

### 长门级

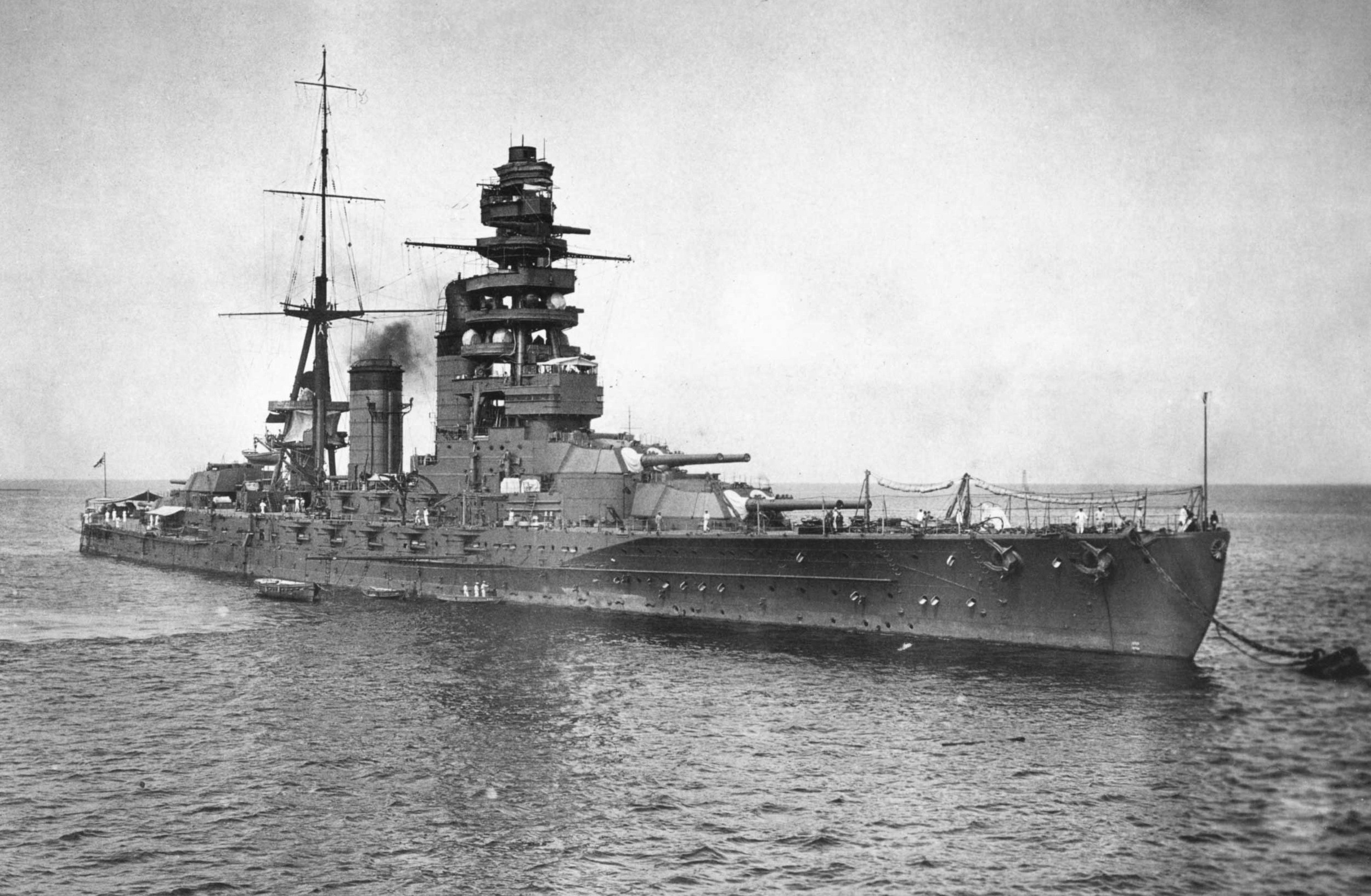
1924年左右的長門號戰艦

长门级战列舰包括“长门号”与“陆奥号”，是一战期间日本建造的第三对无畏舰，但交付时战争已经结束。1923年两舰向关东大地震幸存者运送物资，20世纪30年代现代化改造后姐妹舰于1937年短暂参与中国抗日战争。1941年12月7日日本偷袭珍珠港拉开太平洋战争序幕，长门号是山本五十六海军大将的旗舰。
1942年6月两舰参与中途岛海战但未投入实战。陆奥号8月投身東所羅門海戰，1943年初回国，同年六月毁于弹药库爆炸。太平洋战争前两年长门号基本在本土水域训练，1943年中期转移到楚克群島，但直到1944年中期才在菲律賓海海戰投入实战，遭遇美国空袭。1944年10月，长门号的主炮在雷伊泰灣海戰首次向敌舰开火，期间只受轻伤，11月回国维修。日本海军此时燃料紧缺，认定已经没有必要全面修复长门号，将该舰改造成浮动防空平台，负责沿海防御。二战结束后，该舰在1946年中期的“十字路口行动”中充当核武器试验靶艇，第一次测试仅轻度受损，第二次测试时沉没。
| 舰名   | 主炮                  | 装甲                  | 排水量  | 推进器                                | 服役          | 服役           | 服役                                  |
| 舰名   | 主炮                  | 装甲                  | 排水量  | 推进器                                | 铺设龙骨      | 交付           | 结局                                  |
| ------ | --------------------- | --------------------- | ------- | ------------------------------------- | ------------- | -------------- | ------------------------------------- |
| 长门号 | 四门双联装410毫米舰炮 | 305毫米维克斯渗碳装甲 | 32720吨 | 四传动轴，四台蒸汽涡轮发动机， 26.5节 | 1917年8月28日 | 1920年11月25日 | 1946年7月29至30日“十字路口行动”中沉没 |
| 陆奥号 | 四门双联装410毫米舰炮 | 305毫米维克斯渗碳装甲 | 32720吨 | 四传动轴，四台蒸汽涡轮发动机， 26.5节 | 1918年6月1日  | 1921年10月24日 | 1943年6月8日因内部爆炸沉没            |

### 土佐级

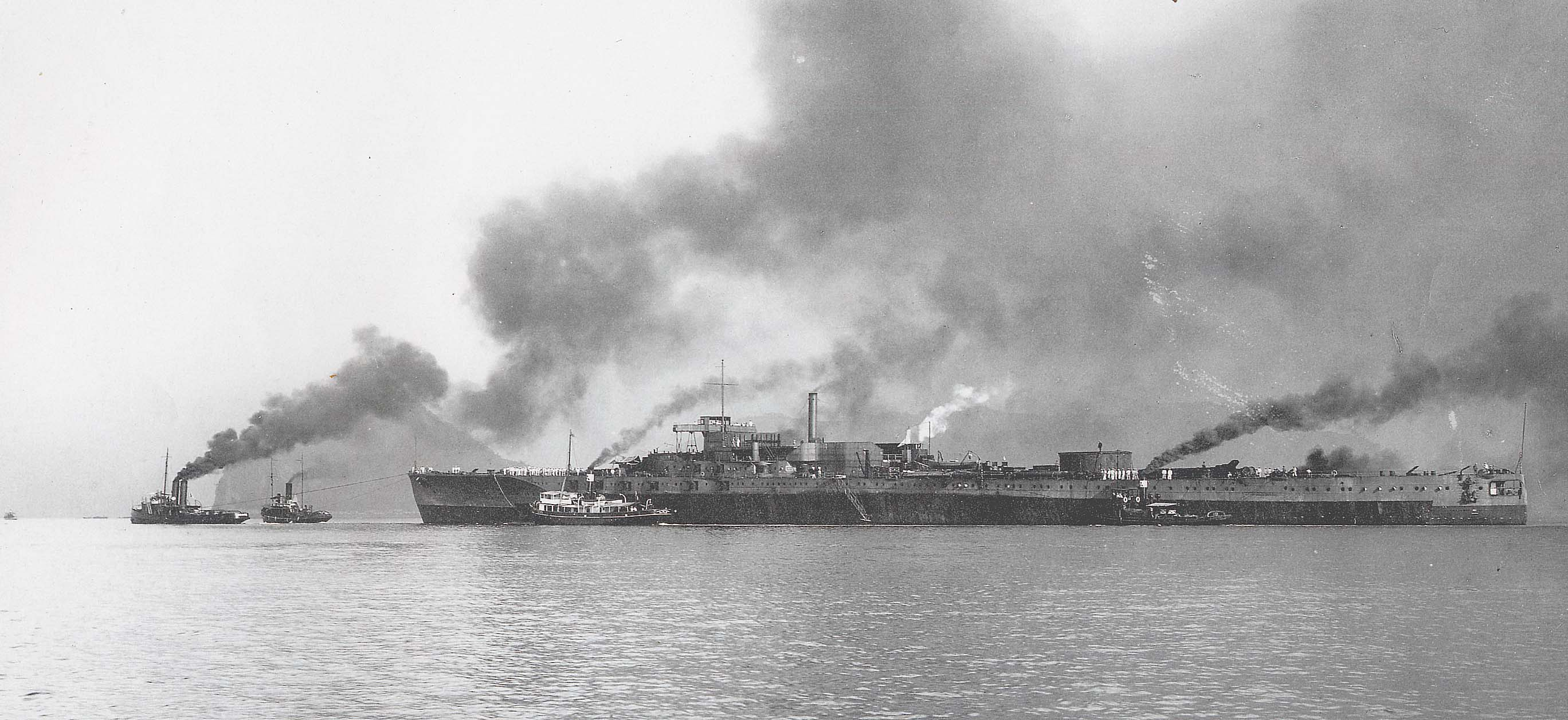
1922年9月1日拖往长崎的土佐號戰艦

20世纪20年代初订造的土佐级战列舰又称“加贺级战列舰”，在长门级战列舰基础上增加一座双联装410毫米炮塔。土佐号和加贺号原计划1921年下半年下水，但土佐号在《华盛顿海军条约》生效后取消，已建成的部分用于测试装甲方案，最后难逃凿沉命运。CITEREFLengerer20106加贺号改建成航空母舰，取代1923年关东大地震中损毁的天城级战列巡洋舰。加贺号航空母舰在中国抗日战争期间支援地面部队，曾参与偷袭珍珠港和1942年1月南太平洋的拉包尔战役，2月又在荷蘭東印度群島戰役期间出动舰载机对澳大利亚达尔文发动联合航母空袭，同年在中途岛海战沉没。
| 舰名   | 主炮                  | 装甲    | 排水量  | 推进器                                | 服役          | 服役          | 服役                                       |
| 舰名   | 主炮                  | 装甲    | 排水量  | 推进器                                | 铺设龙骨      | 交付          | 结局                                       |
| ------ | --------------------- | ------- | ------- | ------------------------------------- | ------------- | ------------- | ------------------------------------------ |
| 土佐号 | 五门双联装410毫米舰炮 | 280毫米 | 39900吨 | 四传动轴，四台蒸汽涡轮发动机， 26.5节 | 1920年2月16日 | —             | 1925年2月9日凿沉CITEREFLengerer20106       |
| 加贺号 | 五门双联装410毫米舰炮 | 280毫米 | 39900吨 | 四传动轴，四台蒸汽涡轮发动机， 26.5节 | 1920年7月19日 | 1928年3月31日 | 改为航空母舰，1942年6月4日中途岛海战中沉没 |

### 纪伊级
纪伊级战列舰是原计划在20世纪20年代建造的四艘高速戰艦，其中两艘已经命名。1919年美国宣布重启大规模海军建设，日本计划用纪伊级战列舰增援八艘战列舰与八艘战列巡洋舰组成的“八八舰队”。1922年签署《华盛顿海军条约》后纪伊级战列舰停工，1923年11月取消两艘，另外两艘1924年4月取消。
| 舰名       | 主炮                  | 装甲    | 排水量  | 推进器                                 | 服役     | 服役 | 服役 |
| 舰名       | 主炮                  | 装甲    | 排水量  | 推进器                                 | 铺设龙骨 | 交付 | 结局 |
| ---------- | --------------------- | ------- | ------- | -------------------------------------- | -------- | ---- | ---- |
| 纪伊号     | 五门双联装410毫米舰炮 | 292毫米 | 42600吨 | 四传动轴，四台蒸汽涡轮发动机， 29.75节 | —        | —    | —    |
| 尾张号     | 五门双联装410毫米舰炮 | 292毫米 | 42600吨 | 四传动轴，四台蒸汽涡轮发动机， 29.75节 | —        | —    | —    |
| 第十一号舰 | 五门双联装410毫米舰炮 | 292毫米 | 42600吨 | 四传动轴，四台蒸汽涡轮发动机， 29.75节 | —        | —    | —    |
| 第十二号舰 | 五门双联装410毫米舰炮 | 292毫米 | 42600吨 | 四传动轴，四台蒸汽涡轮发动机， 29.75节 | —        | —    | —    |

### 十三号级

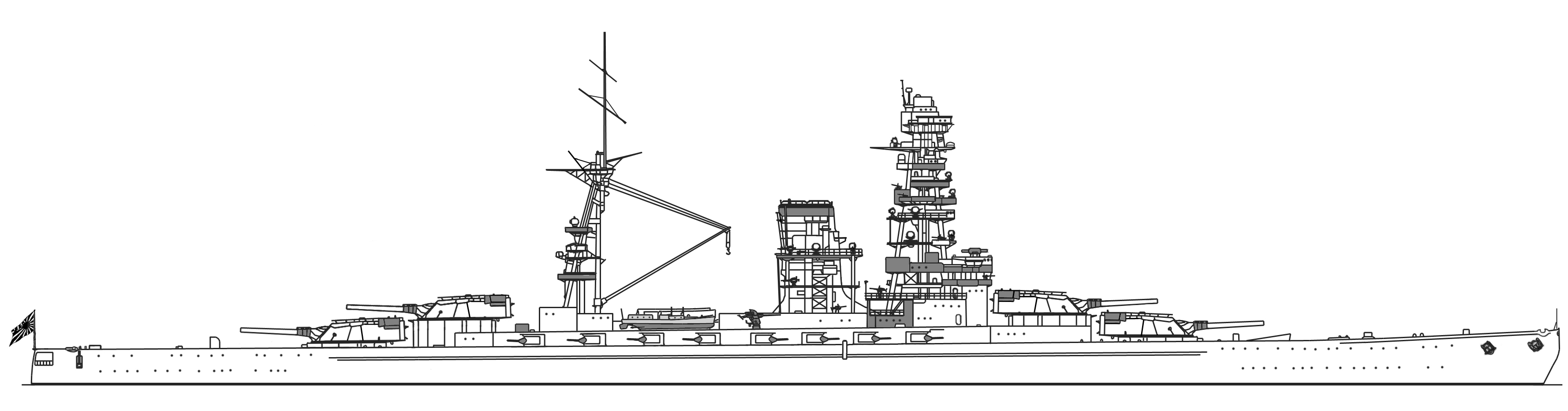
十三号级的设计构想图

十三号级巡洋战列舰是原计划在20世纪20年代纪伊级战列舰完工后开建的四艘高速战列舰，只有编号十三至十六，没有命名。1919年美国宣布重启大规模海军建设，日本计划用十三号级巡洋战列舰增援八艘战列舰与八艘战列巡洋舰组成的“八八舰队”。根据设计构想，十三号级比已有或在建的战列舰更好。1922年签署《华盛顿海军条约》后，十三号级项目在1923年11月取消，没有进入建造阶段。
| 舰名       | 主炮                  | 装甲    | 排水量  | 推进器                              | 服役     | 服役 | 服役 |
| 舰名       | 主炮                  | 装甲    | 排水量  | 推进器                              | 铺设龙骨 | 交付 | 结局 |
| ---------- | --------------------- | ------- | ------- | ----------------------------------- | -------- | ---- | ---- |
| 第十三号舰 | 四门双联装457毫米舰炮 | 330毫米 | 47500吨 | 四传动轴，四台蒸汽涡轮发动机， 30节 | —        | —    | —    |
| 第十四号舰 | 四门双联装457毫米舰炮 | 330毫米 | 47500吨 | 四传动轴，四台蒸汽涡轮发动机， 30节 | —        | —    | —    |
| 第十五号舰 | 四门双联装457毫米舰炮 | 330毫米 | 47500吨 | 四传动轴，四台蒸汽涡轮发动机， 30节 | —        | —    | —    |
| 第十六号舰 | 四门双联装457毫米舰炮 | 330毫米 | 47500吨 | 四传动轴，四台蒸汽涡轮发动机， 30节 | —        | —    | —    |

### 金刚级
金刚级战列巡洋舰在20世纪20到30年代改造成高速战列舰，涡轮发动机和锅炉换成更强力和轻巧的型号，同时加大舰身提升水下保护，增加水平装甲并提升舰炮射程。
金刚级战列舰是太平洋战争中日本海军最活跃的主力艦，参与大部分主要战斗。比叡号与雾岛号在偷袭珍珠港时负责护航，金刚号与榛名号支援荷兰东印度群岛战役。四舰均参与中途岛海战和瓜達爾卡納爾島戰役，比叡号与雾岛号在1942年11月瓜達爾卡納爾海戰时沉没；同期榛名号和金刚号联手轰炸瓜达尔卡纳尔岛的亨德森机场。剩下的两舰1943年基本是在日本海军基地间穿棱，1944年又投身大规模海战，在莱特湾海战协助击沉美军驱逐舰两艘、护航航空母舰一艘。同年11月美国海狮号潜艇用鱼雷炸沉金刚号，榛名号1945年7月下旬盟军空袭吴镇守府时沉没，后在1946年打捞并拆解。
| 舰名   | 主炮                  | 装甲    | 排水量  | 推进器                                | 服役          | 服役          | 服役               |
| 舰名   | 主炮                  | 装甲    | 排水量  | 推进器                                | 铺设龙骨      | 交付          | 结局               |
| ------ | --------------------- | ------- | ------- | ------------------------------------- | ------------- | ------------- | ------------------ |
| 金刚号 | 四门双联装356毫米舰炮 | 203毫米 | 32156吨 | 四传动轴，四台蒸汽涡轮发动机， 30.5节 | 1911年1月17日 | 1913年8月16日 | 1944年11月21日沉没 |
| 比叡号 | 四门双联装356毫米舰炮 | 203毫米 | 32156吨 | 四传动轴，四台蒸汽涡轮发动机， 30.5节 | 1911年11月4日 | 1914年8月4日  | 1942年11月13日沉没 |
| 雾岛号 | 四门双联装356毫米舰炮 | 203毫米 | 32156吨 | 四传动轴，四台蒸汽涡轮发动机， 30.5节 | 1912年3月17日 | 1915年4月19日 | 1942年11月15日沉没 |
| 榛名号 | 四门双联装356毫米舰炮 | 203毫米 | 32156吨 | 四传动轴，四台蒸汽涡轮发动机， 30.5节 | 1912年3月16日 | 1915年4月19日 | 1945年7月28日沉没  |

### 大和级
大和级战列舰在太平洋战争启动之际动工，是史上吨位和火力最大的战列舰。大和号与武藏号建成战列舰，信浓号建造期间转为航空母舰。第四艘在建造时拆解，第五艘没有开建。
因美军潜艇和航空母舰的威胁，加上日军燃油短缺严重，大和号与武藏号大部分时间留在汶莱、楚克群岛和吳市的海军基地，每次都是因美军空袭日军基地调动，后在1944年10月加入栗田健男海军中将的第一游击部队参与莱特湾海战，武藏号被美国战机炸沉。1944年11月，交付仅十天的信浓号被美军射水魚號潛艇炸沉，大和号1945年4月在“天號作戰”时被美军舰载机击沉。
| 舰名    | 主炮                  | 装甲    | 排水量  | 推进器                              | 服役          | 服役           | 服役                             |
| 舰名    | 主炮                  | 装甲    | 排水量  | 推进器                              | 铺设龙骨      | 交付           | 结局                             |
| ------- | --------------------- | ------- | ------- | ----------------------------------- | ------------- | -------------- | -------------------------------- |
| 大和号  | 三门三联装460毫米舰炮 | 410毫米 | 62315吨 | 四传动轴，四台蒸汽涡轮发动机， 27节 | 1937年11月4日 | 1941年12月16日 | 1945年4月7日因空袭沉没           |
| 武藏号  | 三门三联装460毫米舰炮 | 410毫米 | 62315吨 | 四传动轴，四台蒸汽涡轮发动机， 27节 | 1938年3月29日 | 1942年8月5日   | 1944年10月24日因空袭沉没         |
| 信浓号  | 三门三联装460毫米舰炮 | 410毫米 | 62315吨 | 四传动轴，四台蒸汽涡轮发动机， 27节 | 1940年5月4日  | 1944年11月19日 | 改为航空母舰，1944年11月28日沉没 |
| 111号舰 | 三门三联装460毫米舰炮 | 410毫米 | 62315吨 | 四传动轴，四台蒸汽涡轮发动机， 27节 | 1940年7月7日  | —              | —                                |

### 超大和级
超大和级战列舰代号“A-150”，是日本海军长期坚持质量优先的设想产物，根据设计方案一旦面世便是世上最强大的战列舰，舰上计划装备六门510毫米舰炮，是世上最大的舰炮。日本1938至1939年基本完成设计大和级战列舰便马上开始研究超大和级，1941年初基本完成，但此时已将重心转移到航空母舰和其他小型军舰，准备与美国开战。超大和级没有进入建造阶段，大部分设计细节都在战争结束之际销毁。
| 舰名         | 主炮                  | 装甲        | 排水量    | 推进器 | 服役     | 服役 | 服役 |
| 舰名         | 主炮                  | 装甲        | 排水量    | 推进器 | 铺设龙骨 | 交付 | 结局 |
| ------------ | --------------------- | ----------- | --------- | ------ | -------- | ---- | ---- |
| 第七九八号舰 | 三门双联装510毫米舰炮 | 估计457毫米 | 约7.1万吨 | 不明   | —        | —    | —    |
| 第七九九号舰 | 三门双联装510毫米舰炮 | 估计457毫米 | 约7.1万吨 | 不明   | —        | —    | —    |

## 脚注
1. ↑  Evans & Peattie（1997年），第15, 57–60页
2. ↑  Lengerer（2009年3月），第7–11页
3. 1 2  Itani，Lengerer & Rehm-Takahara（1992年），第53页
4. ↑  Evans & Peattie（1997年），第85–86, 92–93, 110页
5. ↑  Evans & Peattie（1997年），第116–132页
6. ↑  Stille（2008年），第4页
7. ↑  Evans & Peattie（1997年），第143, 150页
8. ↑  Stille（2008年），第7页
9. ↑  Evans & Peattie（1997年），第152页
10. ↑  Sandler（2004年），第90页
11. ↑  Evans & Peattie（1997年），第154, 159页
12. ↑  Evans & Peattie（1997年），第160, 166–167, 565, fn. 24页
13. 1 2 3  Evans & Peattie（1997年），第174页
14. ↑  Evans & Peattie（1997年），第192, 194–197, 237页
15. 1 2  Lengerer（2008年3月），第40–50页
16. ↑  Evans & Peattie（1997年），第293–298页
17. 1 2  Garzke & Dulin（1985年），第85–86页
18. 1 2  Lengerer（2008年9月），第23, 27页
19. ↑  Forczyk（2009年），第41–44页
20. 1 2 3  Jentschura，Jung & Mickel（1977年），第16页
21. ↑  Forczyk（2009年），第52–53页
22. ↑  Campbell（1978年），第263页
23. ↑  New York Times（1908年10月24日）
24. ↑  Jentschura，Jung & Mickel（1977年），第16–17页
25. ↑  Lengerer（2009年3月），第27, 36页
26. ↑  Brook（1999年），第122页
27. ↑  Silverstone（1984年），第327页
28. 1 2 3  Jentschura，Jung & Mickel（1977年），第17页
29. ↑  Brook（1985年），第268页
30. ↑  Chesneau & Kolesnik（1979年），第221页
31. ↑  Brook（1999年），第124页
32. 1 2  Forczyk（2009年），第51–52页
33. ↑  Campbell（1978年），第128–131, 263页
34. 1 2 3 4  Preston（1972年），第189页
35. 1 2 3 4 5 6 7  Jentschura，Jung & Mickel（1977年），第18页
36. 1 2 3 4 5 6 7 8 9 10  Silverstone（1984年），第336页
37. 1 2 3  Brook（1999年），第126页
38. ↑  Brook（1999年），第125–126页
39. 1 2  Brook（1999年），第125页
40. ↑  Brook（1985年），第274页
41. 1 2 3  Combined Fleet: Asahi.
42. 1 2 3  Lengerer（2008年9月），第30页
43. ↑  Forczyk（2009年），第24, 41–46, 48–53页
44. ↑  Campbell（1978年），第128–135, 260页
45. ↑  Lengerer（2008年9月），第27页
46. ↑  Lengerer（2008年9月），第22页
47. ↑  Silverstone（1984年），第326页
48. ↑  Forczyk（2009年）
49. ↑  Campbell（1978年）
50. ↑  Warner & Warner（2002年）
51. ↑  Jentschura，Jung & Mickel（1977年），第19页
52. 1 2  Japan Times, 18 December 2011.
53. ↑  Morrison 2016.
54. ↑  Chesneau & Kolesnik（1979年），第222页
55. ↑  Jentschura，Jung & Mickel（1977年），第18–19页
56. 1 2  Silverstone（1984年），第334页
57. ↑  McLaughlin（2003年），第53, 84, 86, 90页
58. ↑  McLaughlin（2003年），第163页
59. ↑  Forczyk（2009年），第41–43, 49–52页
60. ↑  McLaughlin（2003年），第164页
61. 1 2  Lengerer（2008年9月），第52页，Iwami
62. ↑  McLaughlin（2008年），第54–55页
63. 1 2 3  McLaughlin（2003年），第91页
64. ↑  Taras（2000年），第24页
65. ↑  McLaughlin（2008年），第56页
66. 1 2 3 4  McLaughlin（2003年），第84–85, 90页
67. ↑  McLaughlin（2003年），第84, 86, 90页
68. ↑  Silverstone（1984年），第337页
69. ↑  Watts & Gordon（1971年），第26页
70. 1 2  McLaughlin（2003年），第107页
71. 1 2  McLaughlin（2003年），第108页
72. 1 2  Jentschura，Jung & Mickel（1977年），第20页
73. ↑  Preston（1972年），第186, 207页
74. 1 2 3 4 5  McLaughlin（2003年），第107–108, 112–114页
75. ↑  McLaughlin（2008年），第46页
76. ↑  Preston（1972年），第207页
77. ↑  McLaughlin（2003年），第48页
78. ↑  McLaughlin（2008年），第49页
79. ↑  McLaughlin（2000年），第51, 61, 63页
80. ↑  Warner & Warner（2002年），第305–306页
81. ↑  Chesneau & Kolesnik（1979年），第183页
82. 1 2 3  McLaughlin（2000年），第64页
83. ↑  Lengerer（2008年9月），第59页，Hizen
84. ↑  McLaughlin（2000年），第57页
85. ↑  McLaughlin（2000年），第58页
86. 1 2  McLaughlin（2000年），第54–55页
87. ↑  McLaughlin（2000年），第54页
88. ↑  McLaughlin（2003年），第141, 167页
89. 1 2  Forczyk（2009年），第70–71页
90. 1 2  Lengerer（2008年9月），第66页，Iwami
91. ↑  McLaughlin（2003年），第146页
92. ↑  McLaughlin（2008年），第69页
93. ↑  McLaughlin（2003年），第142页
94. ↑  McLaughlin（2003年），第136–137页
95. 1 2  McLaughlin（2003年），第136页
96. ↑  McLaughlin（2003年），第137, 144页
97. 1 2 3  Preston（1972年），第195页
98. 1 2  Brook（1999年），第128页
99. ↑  Brook（1985年），第279–281页
100. ↑  Preston（1972年），第191页
101. 1 2 3  Brook（1985年），第282页
102. ↑  Seagrave & Seagrave（1999年），第105页
103. 1 2  Gardiner & Gray（1985年），第227页
104. 1 2  Jentschura，Jung & Mickel（1977年），第22页
105. 1 2 3 4  Silverstone（1984年），第332页
106. ↑  Brook（1999年），第282页
107. ↑  Gardiner & Gray（1985年），第238页
108. 1 2 3 4 5 6 7  Jentschura，Jung & Mickel（1977年），第23页
109. ↑  Silverstone（1984年），第325, 336页
110. ↑  Jentschura，Jung & Mickel（1977年），第23–24页
111. ↑  Lengerer（2006年），第74页
112. ↑  Evans & Peattie（1997年），第150–151页
113. 1 2 3 4 5 6  Jentschura，Jung & Mickel（1977年），第24页
114. ↑  Evans & Peattie（1997年），第160页
115. ↑  Lengerer（2006年），第72–73页
116. ↑  Lengerer（2006年），第83–84页
117. ↑  Combined Fleet: Settsu.
118. 1 2 3 4 5 6 7 8 9 10  Gardiner & Gray（1985年），第229页
119. ↑  Silverstone（1984年），第328, 339页
120. ↑  Combined Fleet: Fuso.
121. ↑  Combined Fleet: Yamashiro.
122. ↑  Tully（2009年），第178–179, 216–218, 261页
123. ↑  Jentschura，Jung & Mickel（1977年），第25页
124. 1 2  Silverstone（1984年），第328页
125. 1 2  Silverstone（1984年），第339页
126. 1 2 3 4 5  Whitley（1998年），第193页
127. 1 2 3  Combined Fleet: Hyuga.
128. 1 2 3  Combined Fleet: Ise.
129. ↑  Lengerer（2009年），第39–40, 51–53页
130. ↑  Polmar & Genda（2006年），第420页
131. 1 2 3 4 5  Gardiner & Gray（1985年），第230页
132. 1 2 3 4 5  Whitley（1998年），第200页
133. 1 2  Combined Fleet: Mutsu.
134. 1 2  Combined Fleet: Nagato.
135. ↑  Parshall & Tully（2007年），第382–383, 453页
136. ↑  Williams（2009年），第132–133页
137. ↑  Tully 2003.
138. 1 2 3 4 5 6  Gardiner & Gray（1985年），第231页
139. ↑  Lengerer（1982年），第128页
140. ↑  Peattie（2001年），第50–51, 103–104页
141. ↑  Lengerer（1982年），第174–177页
142. 1 2 3 4 5 6 7 8 9 10 11 12 13  Gardiner & Gray（1985年），第232页
143. ↑  Breyer（1973年），第70–71, 356页
144. 1 2 3 4  Gardiner & Gray（1985年），第235页
145. ↑  Stille（2008年），第19–20页
146. 1 2  Jentschura，Jung & Mickel（1977年），第31页
147. 1 2 3 4 5  Jentschura，Jung & Mickel（1977年），第35页
148. ↑  Lengerer（2008年3月），第47页
149. 1 2 3 4 5 6 7  Lengerer（2012年），第145页
150. ↑  Whitley（1998年），第208页
151. 1 2  Whitley（1998年），第206页
152. ↑  Combined Fleet: Yamato.
153. ↑  Combined Fleet: Musashi.
154. 1 2 3 4 5 6 7 8 9 10 11 12 13 14  Chesneau（1980年），第178页
155. ↑  Chesneau（1980年），第184页
156. ↑  Garzke & Dulin（1985年），第85页
157. ↑  Breyer（1973年），第330页

### 图书
- Breyer, Siegfried. . Doubleday. 1973. OCLC 702840.
- Brook, Peter. . Gravesend, Kent, UK: World Ship Society. 1999. ISBN 0-905617-89-4.
- Campbell, N. J. M. . Preston, Antony  (编). . London: Conway Maritime Press. 1978: 46–49, 127–135, 186–192, 258–265. ISBN 0-87021-976-6.
- Chesneau, Roger; Kolesnik, Eugene M. (编). . Greenwich, UK: Conway Maritime Press. 1979  [2021-04-23]. ISBN 0-8317-0302-4.
- Chesneau, Roger (编). . Conway Maritime Press. 1980. ISBN 0-85177-146-7.
- Evans, David C.; Peattie, Mark R. . Annapolis, Maryland: Naval Institute Press. 1997. ISBN 0-87021-192-7.
- Forczyk, Robert. . Oxford, UK: Osprey. 2009. ISBN 978-1-84603-330-8.
- Gardiner, Robert; Gray, Randal (编). . Annapolis, Maryland: Naval Institute Press. 1985. ISBN 0-87021-907-3. OCLC 12119866.
- Garzke, William H.; Dulin, Robert O. . Naval Institute Press. 1985. ISBN 0-87021-101-3. OCLC 12613723.
- Itani, Jiro; Lengerer, Hans; Rehm-Takahara, Tomoko. . Gardiner, Robert  (编). . Conway Maritime Press. 1992: 47–79. ISBN 0-85177-603-5.
- Jentschura, Hansgeorg; Jung, Dieter; Mickel, Peter. . United States Naval Institute. 1977. ISBN 0-87021-893-X.
- Lengerer, Hans. . Roberts, John  (编). . London: Conway Maritime Press. 1982: 127–139, 170–177, 305–310. ISBN 0-87021-981-2.
- Lengerer, Hans. . Jordan, John  (编). . London: Conway. 2009: 39–54. ISBN 978-1-84486-089-0.
- Lengerer, Hans. . Jordan, John  (编). . London: Conway. 2012: 142–161. ISBN 978-1-84486-156-9.
- McLaughlin, Stephen. Preston, Anthony , 编. . Warship 2000–2001. Conway Maritime Press. 2000. ISBN 0-85177-791-0.
- McLaughlin, Stephen. . Naval Institute Press. 2003. ISBN 1-55750-481-4.
- Parshall, Jonathan; Tully, Anthony. . Washington, D. C.: Potomac Books. 2007  [2021-04-23]. ISBN 978-1-57488-924-6.
- Peattie, Mark. . Annapolis, Maryland: Naval Institute Press. 2001. ISBN 1-55750-432-6.
- Polmar, Norman; Genda, Minoru. . Washington, D.C.: Potomac Books. 2006. ISBN 978-1-57488-663-4.
- Preston, Antony. . Galahad Books. 1972. ISBN 0-88365-300-1.
- Sandler, Stanley. . Weapons and Warfare. ABC Clio. 2004. ISBN 1-85109-410-5.
- Seagrave, Sterling; Seagrave, Peggy. . Broadway Books. 1999  [2021-04-23]. ISBN 0-76790-496-6.
- Silverstone, Paul H. . Hippocrene Books. 1984. ISBN 0-88254-979-0.
- Stille, Mark. . New Vanguard 146. Osprey Publishing. 2008. ISBN 978-1-84603-280-6.
- Taras, Alexander. . Kharvest. 2000. ISBN 978-985-433-888-0.
- Tully, Anthony. . Bloomington, Indiana: Indiana University Press. 2009. ISBN 978-0-253-35242-2.
- Warner, Denis; Warner, Peggy.  2nd. Frank Cass. 2002. ISBN 0-7146-5256-3.
- Watts, Anthony John; Gordon, Brian G. . Doubleday. 1971. ISBN 0385012683.
- Whitley, M. J. . Naval Institute Press. 1998. ISBN 1-55750-184-X.
- Williams, Mike. . Jordan, John  (编). . London: Conway. 2009: 125–142. ISBN 978-1-84486-089-0.

### 报刊杂志
- Brook, Peter. . Warship International (International Naval Research Organization). 1985, XXII (3): 268–282. ISSN 0043-0374.
- Lengerer, Hans. Ahlberg, Lars , 编. . Contributions to the History of Imperial Japanese Warships. 2006-09, (Paper I): 66–84.
- Lengerer, Hans. Ahlberg, Lars , 编. . Contributions to the History of Imperial Japanese Warships. 2008-03, (Paper IV): 40–50.
- Lengerer, Hans. Ahlberg, Lars , 编. . Contributions to the History of Imperial Japanese Warships. 2008-09, (Paper V): 6–79.
- Lengerer, Hans. Ahlberg, Lars , 编. . Contributions to the History of Imperial Japanese Warships. 2009-03, (Paper VI): 7–55.
- Lengerer, Hans. Ahlberg, Lars , 编. . Contributions to the History of Imperial Japanese Warships. 2010-06, (Special Paper I).
- Lengerer, Hans. Ahlberg, Lars , 编. . Contributions to the History of Imperial Japanese Warships. 2011-03, (Paper X): 5–42.
- McLaughlin, Stephen. Ahlberg, Lars , 编. . Contributions to the History of Imperial Japanese Warships. 2008-09, (Paper V): 45–49.
- . The New York Times. 1908-10-24  [2021-04-23]. （原始内容存档于2021-06-03）.
- Corkill, Ednan. . The Japan Times. 2011-12-18  [2021-04-23]. （原始内容存档于2019-01-07）.

### 网站
- Morrison, Geoffrey. . CNET. 2016-08-05  [2021-04-23]. （原始内容存档于2021-02-21）.
- Hackett, Bob; Kingsepp, Sander. . Combined Fleet. 2017  [2021-04-23]. （原始内容存档于2021-08-27）.
- Hackett, Bob; Kingsepp, Sander. . Combined Fleet. 2017  [2021-04-23]. （原始内容存档于2019-05-09）.
- Hackett, Bob; Kingsepp, Sander. . Combined Fleet. 2016  [2021-04-23]. （原始内容存档于2020-08-03）.
- Hackett, Bob; Kingsepp, Sander; Ahlberg, Lars. . Combined Fleet. 2016  [2021-04-23]. （原始内容存档于2020-08-03）.
- Hackett, Bob; Kingsepp, Sander. . Combined Fleet. 2017  [2021-04-23]. （原始内容存档于2021-02-09）.
- Hackett, Bob; Kingsepp, Sander; Ahlberg, Lars. . Combined Fleet. 2017  [2021-04-23]. （原始内容存档于2020-05-13）.
- Hackett, Bob; Kingsepp, Sander; Ahlberg, Lars. . Combined Fleet. 2016  [2021-04-23]. （原始内容存档于2020-05-13）.
- Hackett, Bob; Kingsepp, Sander. . Combined Fleet. 2018  [2021-04-23]. （原始内容存档于2021-04-06）.
- Hackett, Bob. . Combined Fleet. 2017  [2021-04-23]. （原始内容存档于2019-05-09）.
- Hackett, Bob; Kingsepp, Sander. . Combined Fleet. 2016  [2021-04-23]. （原始内容存档于2020-11-12）.
- Tully, Anthony. . Mysteries/Untold Sagas of the Imperial Japanese Navy. Combined Fleet. 2003  [2021-04-23]. （原始内容存档于2021-04-22）.